# Trofeo Ted Lindsay

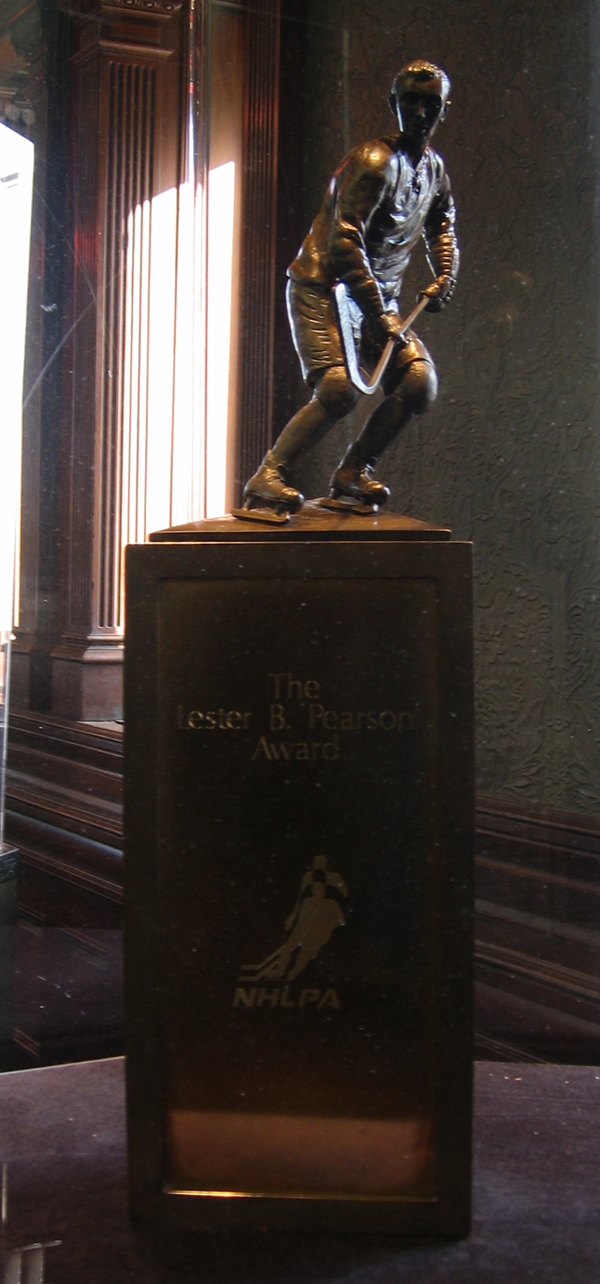
Trofeo Ted Lindsay expuesto en el Salón de la Fama del Hockey.

El Trofeo Ted Lindsay, anteriormente conocido como Trofeo Lester B. Pearson, es entregado anualmente por National Hockey League al jugador más sobresaliente de la temporada regular según la opinión de la Asociación de Jugadores de la NHL (NHLPA).
El trofeo se denomina así en honor a Ted Lindsay, jugador de Detroit Red Wings en los años 1950 e impulsor de la Asociación de Jugadores de la NHL. Anteriormente recibió el nombre de Lester B. Pearson, primer ministro de Canadá desde 1963 hasta 1968 y ganador del Premio Nobel de la Paz en 1957. Este es el único trofeo nombrado en honor a un político.
Wayne Gretzky ganó el trofeo 4 veces consecutivas, entre 1982 y 1985 y otra más en 1987.

## Ganadores del Trofeo Lester B. Pearson
- 2021-22 - Auston Matthews, Toronto Maple Leafs
- 2020-21 - Connor McDavid, Edmonton Oilers
- 2019-20 - Leon Draisaitl, Edmonton Oilers
- 2018-19 - Nikita Kucherov, Tampa Bay Lightning
- 2017-18 - Connor McDavid, Edmonton Oilers
- 2016-17 - Connor McDavid, Edmonton Oilers
- 2015-16 - Patrick Kane, Chicago Blackhawks
- 2014-15 - Carey Price, Montreal Canadiens
- 2013-14 - Sidney Crosby, Pittsburgh Penguins
- 2012-13 - Sidney Crosby, Pittsburgh Penguins
- 2011-12 - Evgeni Malkin, Pittsburgh Penguins
- 2010-11 - Daniel Sedin, Vancouver Canucks
- 2009-10 - Alexander Ovechkin, Washington Capitals
- 2008-09 - Alexander Ovechkin, Washington Capitals
- 2007-08 - Alexander Ovechkin, Washington Capitals
- 2006-07 - Sidney Crosby, Pittsburgh Penguins
- 2005-06 - Jaromir Jagr, New York Rangers
- 2004-05 - Vacante por huelga de jugadores
- 2003-04 - Martin St. Louis, Tampa Bay Lightning
- 2002-03 - Markus Näslund, Vancouver Canucks
- 2001-02 - Jarome Iginla, Calgary Flames
- 2000-01 - Joe Sakic, Colorado Avalanche
- 1999-00 - Jaromir Jagr, Pittsburgh Penguins
- 1998-99 - Jaromir Jagr, Pittsburgh Penguins
- 1997-98 - Dominik Hašek, Buffalo Sabres
- 1996-97 - Dominik Hašek, Buffalo Sabres
- 1995-96 - Mario Lemieux, Pittsburgh Penguins
- 1994-95 - Eric Lindros, Philadelphia Flyers
- 1993-94 - Sergei Fedorov, Detroit Red Wings
- 1992-93 - Mario Lemieux, Pittsburgh Penguins
- 1991-92 - Mark Messier, New York Rangers
- 1990-91 - Brett Hull, St. Louis Blues
- 1989-90 - Mark Messier, Edmonton Oilers
- 1988-89 - Steve Yzerman, Detroit Red Wings
- 1987-88 - Mario Lemieux, Pittsburgh Penguins
- 1986-87 - Wayne Gretzky, Edmonton Oilers
- 1985-86 - Mario Lemieux, Pittsburgh Penguins
- 1984-85 - Wayne Gretzky, Edmonton Oilers
- 1983-84 - Wayne Gretzky, Edmonton Oilers
- 1982-83 - Wayne Gretzky, Edmonton Oilers
- 1981-82 - Wayne Gretzky, Edmonton Oilers
- 1980-81 - Mike Liut, St. Louis Blues
- 1979-80 - Marcel Dionne, Los Angeles Kings
- 1978-79 - Marcel Dionne, Los Angeles Kings
- 1977-78 - Guy Lafleur, Montreal Canadiens
- 1976-77 - Guy Lafleur, Montreal Canadiens
- 1975-76 - Guy Lafleur, Montreal Canadiens
- 1974-75 - Bobby Orr, Boston Bruins
- 1973-74 - Bobby Clarke, Philadelphia Flyers
- 1972-73 - Phil Esposito, Boston Bruins
- 1971-72 - Jean Ratelle, New York Rangers
- 1970-71 - Phil Esposito, Boston Bruins